# (75570) Jenőwigner
(75570) Jenőwigner est un astéroïde de la ceinture principale.

## Description
(75570) Jenowigner est un astéroïde de la ceinture principale. Il fut découvert le 1er janvier 2000 à Piszkesteto par Krisztián Sárneczky et László L. Kiss. Il présente une orbite caractérisée par un demi-grand axe de 3,12 UA, une excentricité de 0,13 et une inclinaison de 5,1° par rapport à l'écliptique.

## Compléments